# 자유주의 엘리트
자유주의 엘리트(liberal elite, metropolitan elite,  progressive elite)는 교육을 통해 전통적으로 부와 권력의 문을 열어 경영 엘리트를 형성하는 정치적 자유주의 사람들을 설명하는 데 사용되는 용어이다. 노동계급의 권리를 지지한다고 주장하는 사람들은 그들 자신이 지배계급의 구성원이고 따라서 그들이 지지하고 보호한다고 말하는 사람들의 실제 필요와는 동떨어져 있다는 의미로 흔히 경멸적으로 언급된다.

## 같이 보기
- 블레어주의
- 우익 사회주의
- 캔슬 컬처
- 상호교차성
- 정체성 정치
- 노동귀족
- 케이크를 먹게 하세요
- 룸펜 부르주아지
- 신 노동당
- 샌프란시스코 밸류
- 슬랙티비즘
- 소셜 저스티스 워리어
- 워크 (낱말)